# Зграда Трговачке академије у Зрењанину
Зграда Трговачке академије, данашња зграда средње електротехничке школе „Никола Тесла” у Зрењанину, припада Старом градском језгру, као Просторно културно-историјске целине од великог значаја.

## Историјат
Првобитна Трговачка академија саграђена је 1892. године по плановима будимпештанског архитекте Иштвана Kиша. Лицем у лице са монументално замишљеном палатом Правде на другој обали реке, саграђеном петнаестак година касније, и Финансијском палатом са преке стране Суботићеве улице, Трговачка академија је постала значајни урбани репер старог језгра града. 
Школа спада међу најстарије трговачке академије у држави. Од почетка рада она дели свој радни простор са Државном мушком грађанском школом. Основана је као троразредна Виша трговачка школа у којој је наставни језик био мађарски, што је трајало све до завршетка Првог светског рата. Априла месеца 1919. године претворена је у српску школу. Годину дана раније школа је претворена у четворогодишњу.

## Архитектура зграде
Kао и на већини нама познатих остварења Иштвана Kиша, у формирању стилског израза ове зграде, главни извор инспирација налажен је у реминисценцијама на архитектуру италијанске ренесансе. Декоративним елементима преузетим из репертоара овог стила украшаване су у 19. и почетком 20. века првенствено просветне установе, касарне и болнице, академије наука и уметности, државна административна здања. Хоризонтално степеновање облика, спратна подела наглашена снажним кордонским и поткровним венцима, централно постављени ризалити, правилни низови прозорских отвора, балустери на парапетима, вертикално рашчлањавање облика полустубовима и пиластрима, разуђене кровне масе – основни су еклектички репертоар који је Kиш користио при обликовању фасада. Лица зграде у приземљу су рустично обрађена и карактерише их правилан ритам отвора. У горњој зони око и између полукружних прозора унети су зграфито-цртежи.
Трговачка академија и Финансијска палата су остали запамћени и као ретки објекти историјске архитектуре Зрењанина који „Директивним урбанистичким планом” из 1958. године нису били предвиђени за рушење. Kолико год изгледали банални разлози који су руководили ондашњи врх урбанистичке и архитектонске праксе у земљи да се радикално обрачуна са градитељским наслеђем Зрењанина, њихов пијетет према двема Kишовим кућама у старом језгру града на посредан начин говоре о вредностима ових остварења. Може се рећи да је ово, у симболичком смислу, прво јавно признање делима академизма која су обележила архитектуру деветнаестог и почетка двадесетог века у Зрењанину.